# 2008년 하계 올림픽 칠레 선수단
칠레는 2008년 8월 8일부터 24일까지 중화인민공화국 베이징에서 열린 제29회 하계 올림픽에 참가했다.

## 메달 집계

### 종목별 참가 선수 및 메달 수
| 종목 | 참가 선수 | 1 | 2 | 3 | 메달 합계 |
| ---- | --------- | - | - | - | --------- |
| 조정 | 2         |   |   |   |           |
| 합계 | 26        | 0 | 1 | 0 | 1         |

## 종목별 성적

### 조정
| 선수              | 세부 종목      | 예선    | 예선 | 준준결선 | 준준결선 | 준결선  | 준결선 | 결선    | 결선      |
| 선수              | 세부 종목      | 기록    | 순위 | 기록     | 순위     | 기록    | 순위   | 기록    | 최종 순위 |
| 오스카르 바스케스 | 남자 싱글 스컬 | 7:39.58 | 3 QF | 7:06.61  | 4 SC/D   | 7:17.17 | 2 FC   | 7:07.02 | 16        |
| 소라야 하두에     | 여자 싱글 스컬 | 8:04.08 | 5 QF | 7:51:52  | 4 SC/D   | 8:13.67 | 2 FC   | 7:48.35 | 17        |